# 奥托·师丹斯基

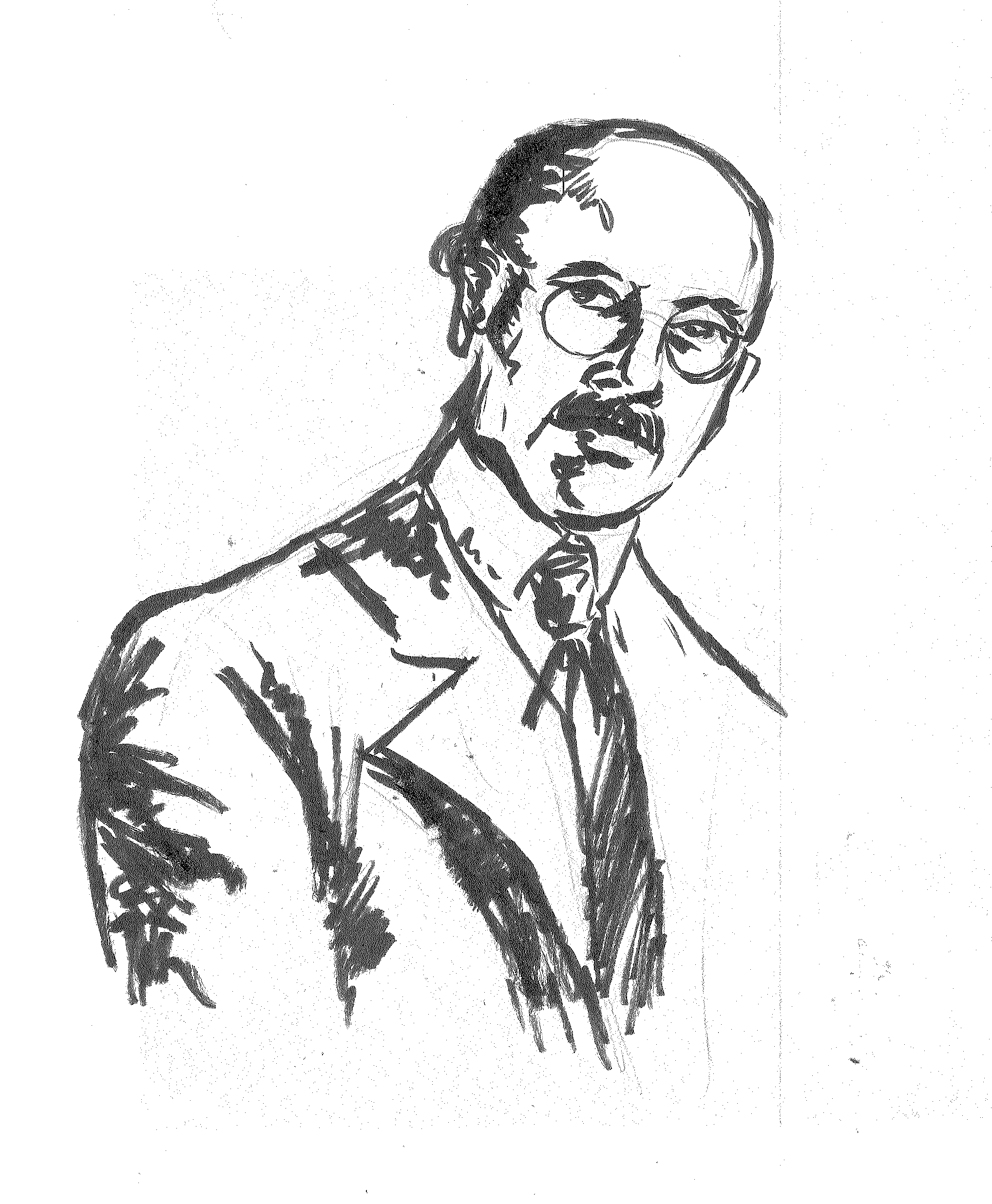
肖像

奥托·卡尔·约瑟夫·师丹斯基（英語：Otto Karl Josef Zdansky，1894年11月28日—1988年12月26日），奥地利古生物学家。1921至1923年间，他在中国从事化石挖掘工作，他在周口店发现并挖掘出第一个北京人化石，在山西保德收集了食肉类哺乳动物化石，在甘肃省发掘了长颈鹿及其他动物化石，以及在山东省发现恐龙化石。。